# Campbell (Noord-Kaap)
Campbell is een klein dorp gelegen op de rand van het Ghaap Plateau in de Zuid-Afrikaanse provincie Noord-Kaap. Het ligt circa 48 km ten oosten van Griekwastad. Het was oorspronkelijk bekend onder de naam Knoffelvallei, heette vervolgens Grootfontein, maar werd ten slotte hernoemd naar Campbell ter ere van dominee John Campbell die het plaatsje in 1813 bezocht.

## Ontstaan
De geschiedenis van het plaatsje dateert van 1805 toen een groep Griekwa, onder leiding van kapitein Andries Waterboer, met zendeling Jan Matthys Kok, van Klaarwater (nu Griekwastad) naar het gebied van de Tswana reisde in de buurt van de huidige stad Kuruman.
Zij ontdekten krachtige waterbronnen in een vallei aan de rand van het Ghaap Plateau en gaven de plaats de naam van Knoffelvallei waarbij zij het potentieel voor toekomstige landbouwcultivatie opmerkten. Het was pas in 1811 dat dominee Lambert Jansz, die de reiziger William Burchell vergezelde, opnieuw de plaats bezocht en, in naam van het Londens Zendingsgenootschap, bezit nam van de bronnen, welke toen bekendstonden als Grootfontein. Niet lang daarna werd de naam van het plaatstje opnieuw veranderd: toen dominee John Campbell, in 1813 op inspectietour, het dorp bezocht en naar de naam ervan vroeg. Hem werd verteld dat het Campbell was.
In 1816 werd Cornelis Kok II (1778-1858) benoemd als Griekwa Kaptyn (Kapitein) van Campbell. Andere leden van de familie Kok woonden sinds het begin van de stichting van het dorp ter plaatse. Dominee John Bartlett werd benoemd als zendeling in Campbell in 1825 en volgde als opzichter de bouw van een zendingskerk aldaar tussen 1827 en 1831. Deze oude zendingskerk is nu een nationaal monument.

## Cornelis Kok II en 34 anderen herbegraven
Op 19 april 1961 werden de overblijfselen van Cornelis Kok II (1778-1858) opgegraven van een graf dat bedreigd werd door een landbouwkundige uitbreiding, met de bedoeling dat de overblijfselen zouden worden herbegraven in de buurt van de zendingskerk. Na een drie jaar durende gemeenschapsconsultatie werd de opgraving, onder leiding van Prof. P.V. Tobias en Dr. G.J. Fock, uitgevoerd door Basil Humphreys terwijl Kaptyn Adam Kok IV van Campbell toezicht hield. Vervolgens werden 34 andere Griekwa-skeletten opgegraven door Tobias en zijn studenten en alle werden verwijderd voor onderzoek op de Universiteit van Witwatersrand. Het opgegraven overblijfsel van Cornelis Kok II en dat van de 34 andere Griekwa personen werden op 23 september 2007 herbegraven naast de zendingskerk. Een brief van Phillip Tobias aan Adam Kok V werd voorgelezen op de ceremonie die werd geleid door Dipuo Peters, de premier van de provincie Noord-Kaap.